# Soutiers
Soutiers – miejscowość i dawna gmina we Francji, w regionie Nowa Akwitania, w departamencie Deux-Sèvres. W 2016 roku populacja ówczesnej gminy wynosiła 288 mieszkańców. 
W dniu 1 stycznia 2019 roku z połączenia dwóch ówczesnych gmin – Saint-Pardoux oraz Soutiers – powstała nowa gmina Saint-Pardoux-Soutiers. Siedzibą gminy została miejscowość Saint-Pardoux. 